# 小笠原長隆 (阿波小笠原氏)
小笠原 長隆（おがさわら ながたか）は、鎌倉時代末期から鎌倉時代後期の人物。

## 来歴
父は小笠原長宗。養子は三好義長。
長隆の動向も不明。